# Publius talamacaensis
Publius talamacaensis es una especie de coleóptero de la familia Passalidae.

## Distribución geográfica
Habita en Costa Rica.